# Oberliga
Die Oberliga war beziehungsweise ist in zahlreichen Sportverbänden in Deutschland und Österreich die Bezeichnung verschiedener Ligen. Aktuell handelt es sich meist um regionale oder subregionale Spielklasse in mittleren Ebenen des Ligasystems. Sie werden durch zuständige und dem nationalen Sportverband untergeordneten Landesverbände organisiert. Auf dem Gebiet der DDR war die Oberliga jeweils die höchste Spiel- beziehungsweise Wettkampfklasse, in der Nationale Meisterschaften entschieden wurden. Weiterhin gab es vor 1933 einige Oberligen, die ebenfalls die jeweils höchste Spielklasse im deutschen Ligasystem darstellten.

## Deutschland

### American Football
Im American Football der Männer ist die Oberliga auf der vierten Spielklassenebene unterhalb der GFL, der GFL 2 und der Regionalliga angesiedelt. Die Oberliga wird derzeit in 6 Staffeln ausgetragen:
- Oberliga Nord
- Oberliga Ost
- Oberliga NRW
- Oberliga Mitte
- Oberliga Baden-Württemberg
- Oberliga Bayern

### Badminton
In der DDR war von der Saison 1960/1961 an die Oberliga die höchste Spielklasse im Badminton. 1984 wurde sie in Sonderliga umbenannt. In der Bundesrepublik ist die Oberliga im derzeitigen Spielklassensystem in den Gruppen West, Nord und Mitte nach der 1. und 2. Bundesliga sowie der Regionalliga die vierthöchste Ebene. In der Gruppe Südost existiert die Oberligaebene nicht.

### Eishockey
Im Eishockey der Herren ist die Oberliga auf der dritten Spielklassenebene unterhalb der DEL und der DEL2 im Eishockey-Ligasystem angesiedelt. Die Oberliga wird vom Deutschen Eishockey-Bund in zwei Staffeln organisiert:
- Oberliga Nord (alle Bundesländer außer Bayern und Baden-Württemberg)
- Oberliga Süd (Bayern, Baden-Württemberg, Sachsen)

Die besten Mannschaften der Oberliga ermitteln am Saisonende in Aufstiegsrunden einen Aufsteiger zur DEL2.

### Fußball
Im Fußball der Männer ist die Oberliga auf der fünften Spielklassenebene unterhalb der Bundesliga, der 2. Bundesliga, der 3. Liga und der Regionalliga im Fußball-Ligasystem angesiedelt. Hierfür ausgenommen ist lediglich der Bereich des Bayerischen Landesverbands, der auf der fünften Ebene eine als Bayernliga bezeichnete Verbandsliga austrägt. Im übrigen Bundesgebiet wird die Oberliga derzeit in 11 Ligen mit insgesamt 12 Staffeln ausgetragen:
- Oberliga Schleswig-Holstein (Schleswig-Holstein)
- Oberliga Niedersachsen (Niedersachsen)
- Oberliga Hamburg (Hamburg)
- Bremen-Liga (Bremen)
- Oberliga Nordost-Nord (Berlin, Brandenburg, Mecklenburg-Vorpommern)
- Oberliga Nordost-Süd (Sachsen, Sachsen-Anhalt, Thüringen)
- Oberliga Mittelrhein (Mittelrhein)
- Oberliga Niederrhein (Niederrhein)
- Oberliga Westfalen (Westfalen)
- Oberliga Rheinland-Pfalz/Saar (Rheinland, Saarland, Südwest)
- Hessenliga (Hessen)
- Oberliga Baden-Württemberg (Baden, Württemberg)

Die Meister der Oberligen steigen üblicherweise direkt in die übergeordnete Staffel der Regionalliga auf. Ausgenommen hiervon sind die Meister der Schleswig-Holstein-Liga, der Oberliga Hamburg sowie der Bremen-Liga, die zusammen mit dem Vizemeister der Oberliga Niedersachsen in einer Aufstiegsrunde zwei Aufsteiger zur Regionalliga ausspielen. Zudem steigen auch der Vizemeister der Oberliga Westfalen sowie die beiden Staffelsieger der Bayernliga direkt in die Regionalliga auf. Sofern nach Vollzug der regulären Auf- und Abstiegsordnungen gegebenenfalls noch weitere Plätze in der Regionalliga frei sind, können darüber hinaus weitere Mannschaften in die Regionalliga aufsteigen.

### Handball
Im Handball der Männer ist die Oberliga auf der vierten Spielklassenebene unterhalb der Bundesliga, der 2. Bundesliga und der 3. Liga angesiedelt. Die Oberliga wird derzeit in 12 Staffeln ausgetragen:
- Baden-Württemberg-Oberliga (Baden-Württemberg)
- Oberliga Bayern (Bayern)
- Oberliga Rheinland-Pfalz/Saar (Rheinland-Pfalz, Saarland)
- OL Hamburg/Schleswig-Holstein (Hamburg, Schleswig-Holstein)
- Oberliga Hessen (Hessen)
- OL Mitteldeutschland (Sachsen, Sachsen-Anhalt, Thüringen)
- OL Ostsee-Spree (Berlin, Brandenburg, Mecklenburg-Vorpommern)
- Oberliga Niedersachsen (Niedersachsen)
- Oberliga Nordsee (Bremen, Niedersachsen)
- Handball-Regionalliga Nordrhein (Nordrhein-Westfalen)
- Oberliga Westfalen (Nordrhein-Westfalen)

Die Meister sowie der Vizemeister der Oberliga Baden-Württemberg, der Gewinner des Playoffs der beiden Staffelsieger der Handball-Regionalliga Nordrhein und der Oberliga Westfalen, sowie sämtliche übrigen Oberligameister steigen in die 3. Liga auf.

### Hockey
Im Hockey ist die Oberliga die höchste Liga eines Landesverbandes. Sie bildet in der Regel die vierte Spielklassenebene und ist unterhalb der Bundesligen und der Regionalligen angesiedelt.

### Poolbillard
Im Poolbillard ist die Oberliga auf der vierten Spielklassenebene unterhalb der 1. Bundesliga, der 2. Bundesliga und der Regionalliga angesiedelt. Die Oberliga wird derzeit in 16 Staffeln, je eine pro Bundesland, ausgetragen.

### Schach
Im Schach ist die Oberliga auf der dritthöchsten Spielklassenebene unterhalb der Bundesliga und der 2. Bundesliga angesiedelt. Die Oberliga wird derzeit in 10 Staffeln ausgetragen:
- Oberliga Nord Nord
- Oberliga Nord West
- Oberliga Nord Ost
- Oberliga NRW
- Oberliga Ost A
- Oberliga Ost B
- Oberliga Süd-West
- Oberliga Baden
- Oberliga Bayern
- Oberliga Württemberg

### Tischtennis
Im Tischtennis der Männer ist die Oberliga auf der fünfthöchsten Spielklassenebene unterhalb der Bundesliga, der 2. Bundesliga, der 3. Bundesliga und der Regionalliga angesiedelt. Die Verantwortung für den Spielbetrieb liegt beim Deutschen Tischtennis-Bund DTTB.
Bis 2010 wurden die Oberligen von den Regionalverbänden organisiert. Vor der Gründung der Bundesliga im Jahr 1966 waren die Oberligen die höchste deutsche Spielklasse.
Mit der Saison 2013/14 wurde die Anzahl der Oberligen von 13 auf neun reduziert, ab 2015/16 auf acht. Seit der für 2014 beschlossenen neuen Struktur, wo eine 3. Bundesliga eingeschoben wird, ist die Oberliga nicht mehr die vierthöchste, sondern die fünfthöchste deutsche Spielklasse.

## Österreich

### Eishockey
Im Eishockey der Männer war die Oberliga bis zur Saison 2010/11 auf der dritthöchsten Spielklassenebene unterhalb der Österreichischen Eishockey-Liga und der Nationalliga angesiedelt. Kurzfristig erfüllte die NAHL von 2012 bis 2014 diese Funktion. In der Saison 2011/12 und seit der Saison 2014/15 wird die 3. Liga nicht mehr ausgespielt.

### Fußball
Im Fußball der Männer ist die Oberliga in der Steiermark sowie auf der fünfthöchsten Spielklassenebene unterhalb der Bundesliga, der 2. Liga, der Regionalliga und der Landesliga angesiedelt. In Wien ist sie die sechsthöchste Spielklasse, noch unterhalb der zweiten Landesliga. In den übrigen Landesteilen wird diese Spielklassenebene mit anderen Namen bezeichnet.